# كولا ورلد
كولا ورلد، هي لعبة فيديو سويدية، تم نشرها من قبل شركة سوني كمبيوتر إنترتنمنت سنة 1998، وتعمل حصراً لمنصة بلاي ستيشن.